# Катодолюминесцентные источники света
Катодолюминесцентный источник света (КИС) — люминесцентный источник света, в котором видимый свет излучается люминофором, который в свою очередь светится под воздействием потока электронов, испускаемого эмиттером.
Принцип действия КИС аналогичен механизму работы телевизионного кинескопа, который представляет собой вакуумную трубку с экраном, покрытым люминофором, возбуждаемым электронным пучком. Эмиссия электронов осуществлялась автоэмиссионным катодом.
В производство КИС не используются токсичные материалы, что не сказывается на светоотдаче.

## История
Ещё в 1980-е годы можно было встретить так называемые катодолюминесцентные вакуумные индикаторы и источники света. По своей сути они были своеобразными небольшими телевизорами, в которых отсутствовала лишь система пространственного перемещения электронного луча (развёртка), но были стеклянная колба, катод, испускающий электроны, и анод с нанесённым люминофором. Катод в этих источниках света был, как в кинескопах и радиолампах, накаливаемым. Люминофоры, используемые в таких приборах, имели одну особенность — они возбуждались достаточно медленными электронами, которые не успевали набрать высокую скорость из-за малого расстояния между анодом и катодом; поэтому для катодолюминесцентных источников света были разработаны специальные люминофоры.
Для обеспечения высокого срока службы подобные приборы требовали применения высоких вакуумных технологий, а накаливаемый катод определял высокое энергопотребление и ограничивал яркость свечения. Вскоре подобные приборы были вытеснены плазменными и светодиодными аналогами.
Но были и преимущества: например, отсутствие ртути, хорошая контрастность излучения, а также идеальная помехозащищённость и низкое энергопотребление[уточнить].
Катодолюминесцентная технология перешла в разряд реликтовых, хотя и продолжала совершенствоваться, в основном — в научных лабораториях. Было ясно, что необходимо модернизировать прежде всего катод. В качестве эмиттера электронов предложили использовать так называемый многоострийный холодный катод, в котором эмиссия достигалась за счёт увеличения электрического поля на микроостриях его поверхности. При определённой напряжённости электрического поля в материале катода возникают условия для выхода электронов. Эмиттеры этой группы обычно называют полевыми. При этом чем меньше размеры острий, тем выше эмиссия электронов. Были испробованы многие типы материалов, от тугоплавких металлов до кремния и полупроводников. Но технология изготовления подобных катодов оказалась весьма сложной и дорогостоящей. Главное же, что такие катоды могли эффективно работать только в условиях сверхвысокого вакуума и быстро разрушались при наличии примесных газов. Поэтому следовало продолжать поиски.
«Свет в конце тоннеля» появился в 1990-е годы, когда внимание исследователей привлекли различные формы углерода; прежде всего были исследованы эмиссионные свойства углеродных волокон, пористого углерода и так называемых алмазоподобных плёнок, которые получались при разложении органических веществ в вакууме. Оказалось, что подобные материалы могут работать в условиях технического вакуума. Это существенно упрощало технологию изготовления катодолюминесцентных источников света. К тому же углерод никак не может быть отнесен к дефицитным и дорогостоящим материалам. Все это увеличивало шансы забытой технологии. Однако самые большие надежды на прогресс катодолюминесцентной технологии возникли с появлением нового типа углеродных материалов, а именно с углеродными нанотрубками, первые сведения о которых появились в самом начале 90-х годов.

## Преимущества
- благоприятный для человеческого восприятия спектр излучения;
- большая площадь светоизлучающей поверхности и равномерность засветки (по сравнению со светодиодными лампами);
- низкая инерционность (готовность к работе — 0,5 мс);
- диапазон рабочих температур от −196 °C до +150 °C;[4]
- высокий срок службы более 10 тыс. часов;[5]
- простая технология и доступное сырьё;
- возможность полной автоматизации производства;
- отсутствие проблем при утилизации; экологическая чистота.

## Области применения
- Осветительные лампы
- Элементы подсветки ЖК-дисплеев
- Плоские автоэмиссионные экраны (Field Emission Display — FED).
- Пиксели больших видеоэкранов коллективного пользования
- Светофоры и семафоры
- Источники резервного освещения
- Сигналы спасения на воде и в горах
- Любые источники света высокой яркости с возможностью подбора спектра излучения[6]